# Valdeavero
Valdeavero és un municipi de la Comunitat de Madrid, fronterer amb la província de Guadalajara.

## Història
El seu nom prové de l'àrab i significa Vall de les aus. Segons els cronistes va ser fundat pels sarraïns i reconquistat per Álvar Fáñez, depenent llavors d'Alcolea del Torote. Durant segles va pertànyer a l'alfoz d'Alcalá, després va passar a ser senyoriu prelactici i després de la corona.